# Memphrémagog
Memprhémagog es un municipio regional de condado (MRC) situado en la provincia de Quebec, Canadá. Según el censo de 2021, tiene una población de 54 747 habitantes.
Es parte de la región administrativa de Estrie. La sede y ciudad más poblada es Magog.

## Historia
En siglo XIX, la población hablaba sobre todo inglés. El MRC fue creado en 1982 con partes de territorios de los antiguos condados de Brome, Shefford, Sherbrooke y Stanstead. Su nombre procede del lago Memphremagog. Este topónimo proviene de la palabra abenaki mamhlawbagak, que significa "gran lago".

## Demografía
Según el censo de 2021, el MRC tiene una población de 54 747 habitantes. La densidad de población es de 41.6 hab./km². La población aumentó de 8.7 % entre 2016 y 2021. El número total de inmuebles particulares es de 31 920, de los cuales 25 600 están ocupados por residentes habituales. El 83.02% de los habitantes, excluidos los institucionalizados, tienen como lengua materna el francés, y el 12.65% tiene como lengua materna el inglés.

## Economía
La economía regional depende del turismo y de la industria, incluyendo alimentación, textil y de fabricación de ropa.

## Comunidades

### Ciudades
- Magog
- Stanstead

### Municipalidades
- Austin
- Bolton-Est
- Eastman
- Hatley
- Ogden
- Saint-Benoît-du-Lac
- Saint-Étienne-de-Bolton
- Sainte-Catherine-de-Hatley

### Townships
- Hatley
- Orford
- Potton
- Stanstead

### Villas
- Ayer's Cliff
- North Hatley
- Stukely-Sud

### Localidades
- Mansonville